# 텍스코코호

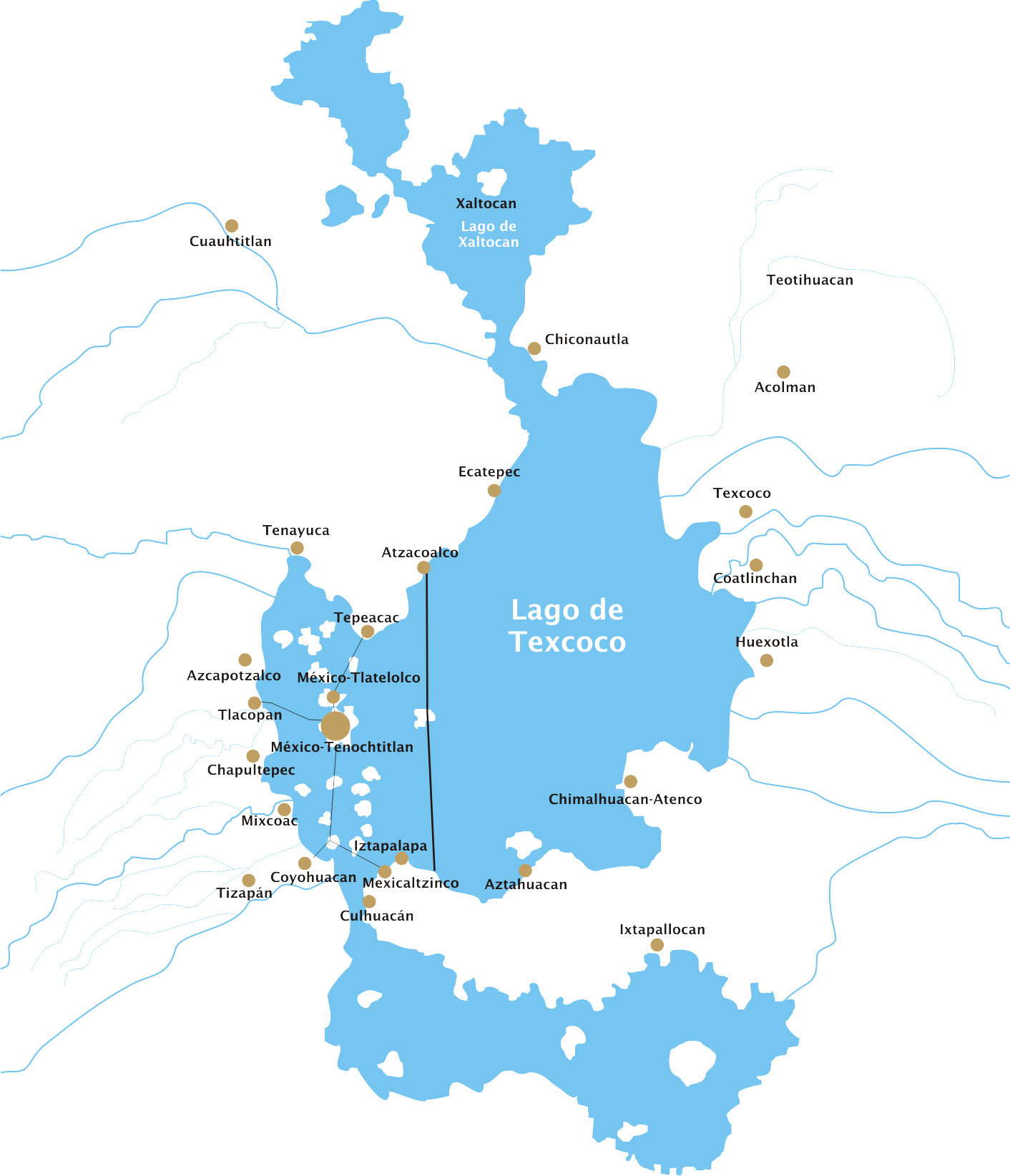
아스텍 시대의 텍스코코호

텍스코코호(스페인어: Lago de Texcoco)는 멕시코 협곡, 지금의 멕시코시티 자리에 존재했던 자연 호수이다. 현재는 홍수 조절을 위하여 거의 물을 뺐으며, 그 흔적만이 일부 남아있다.

## 개요

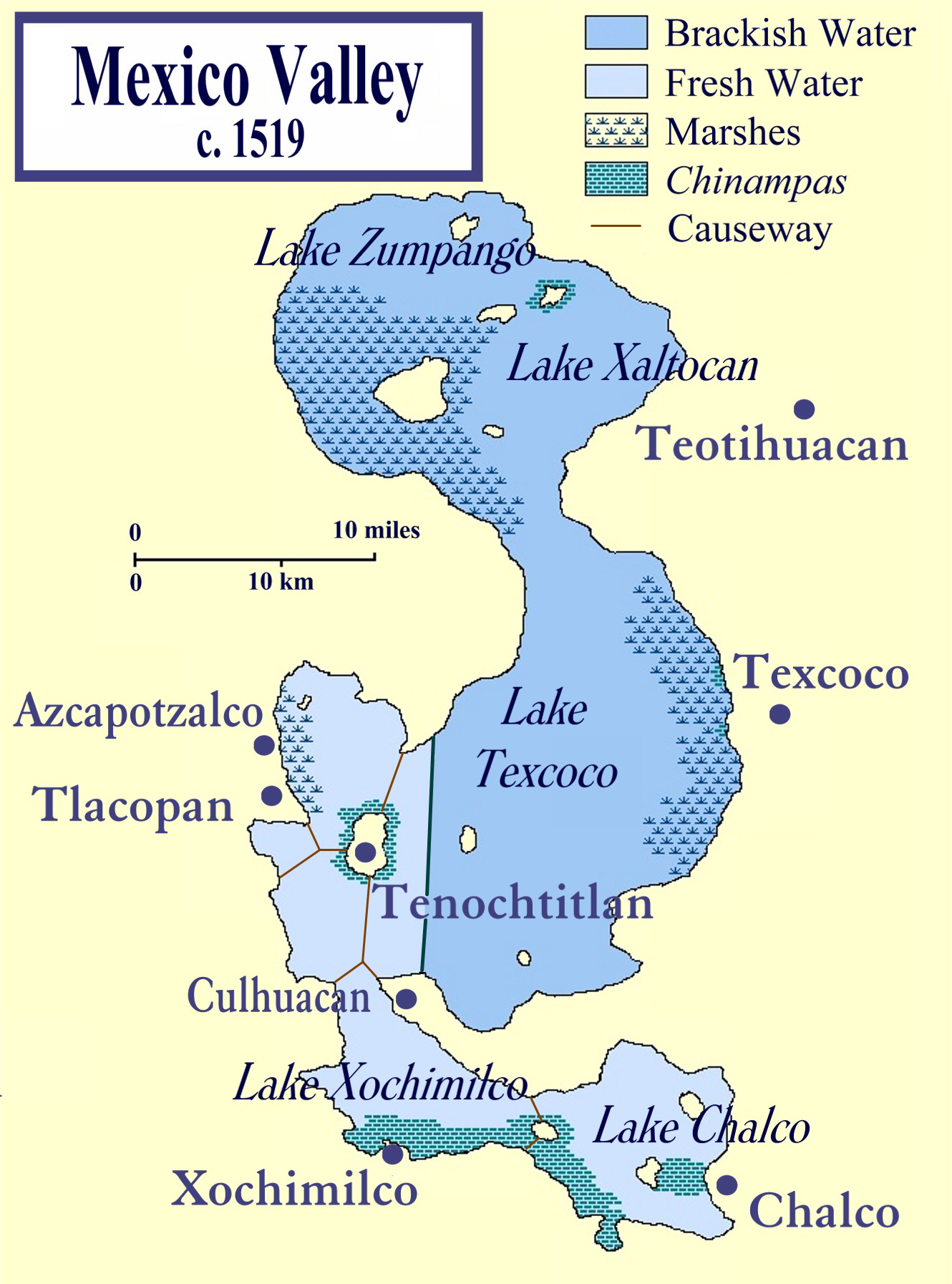
1519년경의 텍스코코호 위의 테노치티틀란

13세기 무렵, 텍스코코호의 북단에는 살토칸이라는 도시를 비롯해 몇 개의 섬을 가진 살토칸호가 표주박의 잘록한 부분을 거쳐 호수의 동안에는 테스코코, 서안에는 아스카 포츠아루코, 동쪽에서 튀어 나온 반도 끝 근처에 쿨루아칸, 반도로 나뉜 동남쪽 끝에 있는 찰코호의 작은 섬에 세워진 히코 등의 도시가 번성하고 있었다. 아즈텍의 수도 테노치티틀란은 서안 근처의 작은 섬에 세워졌고, 쿨루아칸이 구축된 반도와 서안, 텍스코코호의 잘록한 부분에 크게 반도 모양으로 돌출한 북안에 제방길이 구축되어 있었다.
아즈텍인들은 약간 짠물이었던 호수의 물과 담수를 분리하기 위해 호수에 제방을 쌓았고, 홍수 피해를 막기 위해 수로를 팠다.
1529년 에르난 코르테스가 함락시킨 테노치티틀란에 스페인인들이 정착했다. 그들은 홍수 피해를 막기 위해 수로를 파서 호수의 물을 밖으로 빼버리고 매립했다. 지금은 호수의 흔적만 남아 있으며, 그 자리에 멕시코의 수도 멕시코시티가 세워져 있다.